# Zwischen Himmel und Erde (1942)
Zwischen Himmel und Erde ist ein 1941 entstandener, deutscher Kinofilm von Harald Braun, der hier sein Regiedebüt gab. In den Hauptrollen sind Werner Krauß, Wolfgang Lukschy und Gisela Uhlen zu sehen. Als literarische Vorlage diente der im frühen 19. Jh. in einer thüringischen Kleinstadt spielende psychologische Roman Zwischen Himmel und Erde von Otto Ludwig.

## Handlung
Xanten zur Zeit des Deutsch-Französischen Krieges 1870/71. Dachdeckermeister Justus Rottwinkel hat zwei Söhne, Mathias, der ältere, und Lonius, der jüngere. Von dem handfesten älteren Sohn, den Justus vorzieht, erwartet der Alte, dass dieser eines Tages seinen Betrieb übernimmt. Lonius hingegen ist vom Wesen her eher still und in sich gekehrt. Beide jungen Männer haben ein Auge auf Christine Burger geworfen, die Tochter des Schieferbruch-Besitzers Clemens Burger. Als Lonius von seinem Vater den Segen für die Ehe mit Christine erbittet, lehnt dieser ab, da er Christine für Mathias sichern will, und schickt stattdessen den Junior nach Köln zu seinem Vetter. Bevor er Xanten verlässt, bittet Lonius Mathias, Christine einen Brief zu übergeben, in dem er ihr seine überstürzte Abreise erklärt. Doch Mathias denkt gar nicht daran, Christine den Brief zu übergeben und lügt stattdessen der jungen Frau vor, dass Lonius sich einfach sang- und klanglos aus dem Staub gemacht und sie ohne mit der Wimper zu zucken verlassen habe.
Auf der Zugfahrt nach Köln lernt Lonius ein junges Paar kennen, das sich im Abschiedsschmerz befindet. Der Mann sei einberufen worden, wird ihm erzählt, an die Front im Krieg gegen Frankreich. Lonius bietet den beiden an, zusammenzubleiben. Stattdessen wolle er für den Reservisten ins Feld einrücken. Während Lonius an der Front Heldentaten vollbringt, ehelich Mathias die sich still fügende Christine. Sie erfährt jedoch nach der Hochzeit von Tante Fine Rottwinkel, dass Lonius sie mitnichten schmählich im Stich gelassen hat. Daraufhin entfremdet sich Christine immer mehr von Mathias, zumal dieser sich ungeniert mit Freudenmädchen verlustiert. Lediglich dem alten Rottwinkel zuliebe ist Christine bereit, an dieser verunglückten Ehe festzuhalten. Als Justus bei einer verunglückten Sprengung im Schieferbruch Burgers vorübergehend erblindet, übernimmt Mathias den Betrieb. Dessen Lebenswandel und geschäftliche Unfähigkeit bringen den Laden aber bald an den Rande des Ruins. Da kehrt eines Tages hochdekoriert Lonius nach Hause zurück.
Lonius liebt Christine noch immer, respektiert aber, dass sie jetzt die Ehefrau seines lotterlebigen Bruders ist. Die Leitung der Firma aber will er Mathias dennoch aus der Hand reißen, da diese sonst verloren gehe. Um irgendwie über die Runden zu kommen, nimmt Lonius auch einen wenig lukrativen Auftrag an: die Reparatur eines Schuldachs im Nachbarort. Zwischen den Brüdern kommt es zu einem heftigen Streit, und der alte Rottwinkel muss erfahren, dass er seit seiner Erblindung Mathias reihenweise Blankounterschriften ausgestellt hat. Als Justus Rottwinkel im Laufe der Zeit wieder zu sehen beginnt, beschließt er, dies zunächst niemandem mitzuteilen. Er überträgt nun Lonius die Firmenleitung. Mathias ist von den Entwicklungen der letzten Zeit derart enttäuscht, dass er sogar den Auftrag der Schuldachreparatur zu sabotieren beginnt.
Als Lonius am folgenden Tag mit dem von Mathias manipulierten Halterungsseil abstürzt, ist Justus Rottwinkel sofort klar, dass Mathias dahinter steckt. Er steigt auf den Kirchturm, wo Mathias derzeit arbeitet und verlangt von ihm, als Konsequenz sich in die Tiefe zu stürzen. Der verletzte Lonius kommt in Begleitung mit Christine hinzu. Mathias sieht nunmehr keine Chance, die Dinge in seinem Sinne zu regeln, und springt in die Tiefe, in den Tod. Nun ist Christine frei für Lonius, und gemeinsam mit dem Alten werden sie die Dachdeckerfirma wieder aufbauen.

## Produktionsnotizen
Die Dreharbeiten zu Zwischen Himmel und Erde begannen am 3. Juli 1941 mit Atelieraufnahmen in den UFA-Ateliers von Berlin-Tempelhof. Zu den Außenaufnahmen, die vom 18. August bis Mitte Oktober 1941 andauerten, reiste die Filmcrew nach Xanten und Kaub. Die Uraufführung fand am 26. März 1942 im Mercator-Palast zu Duisburg statt, die Berliner Erstaufführung war am 11. Juni 1942. Dort lief der Film in gleich drei Erstaufführungstheatern an. Noch im selben Jahr wurde Zwischen Himmel und Erde auch in Dänemark und Finnland aufgeführt.
Erich Holder übernahm neben der Herstellungsgruppenleitung auch die Produktionsleitung. Walter Haag entwarf die Filmbauten. Von Alfred Bücken stammen die Kostümentwürfe, Werner Maas war Tonmeister. Der Schnittmeister Walter Wischniewsky diente hier Braun als einer von zwei Regieassistenten. Gespielt wurde ein Musiktitel: Wenn die Soldaten ziehen ins Feld.
Die Produktionskosten betrugen 1.441.000 Reichsmark. Franz Seitz senior hatte denselben Stoff bereits sieben Jahre zuvor, 1934, mit Rudolf Klein-Rogge in der Hauptrolle unter demselben Titel verfilmt.

## Kritiken
„Ein gut gebauter, interessanter, ausgezeichnet gespielter Unterhaltungsfilm.“

„Das Filmdrama spielte im Rheinland in der Zeit 1870/71, was den Filmautoren die Gelegenheit für politische Anspielungen gab (…) Wirklich waren die Stärke des Films seine schauspielerischen Leistungen.“

„Die Erzählung von Otto Ludwig (1856) wurde in der langatmigen, an preußischen Ehrbegriffen orientierten Verfilmung, die ihre Entstehungszeit trotz aller Schnitte schlecht verleugnen kann, nach Xanten und in die Jahre 1870/71 verlegt.“